# Hylesia molpex
Hylesia molpex är en fjärilsart som beskrevs av Dyar 1913. Hylesia molpex ingår i släktet Hylesia och familjen påfågelsspinnare. Inga underarter finns listade i Catalogue of Life.